# Campionati del mondo di ciclismo su strada - Staffetta a squadre mista
La staffetta a squadre mista è una delle prove disputate durante i campionati del mondo di ciclismo su strada. Introdotta a partire dall'edizione 2019 dei campionati in sostituzione delle due cronometro a squadre maschili e femminili, consiste in una prova cronometrata nella quale ciascuna Nazionale schiera due terzetti a staffetta, il primo costituito da tre ciclisti Elite/Under-23 e il secondo, che parte all'arrivo del primo, da tre cicliste Elite/Under-23.

## Albo d'oro
Aggiornato all'edizione 2024.
| Anno | Vincitori                                                                                       | Secondi | Terzi                                                                                                 |
| ---- | ----------------------------------------------------------------------------------------------- | --- | --- |
| 2019 | Paesi Bassi Koen Bouwman Lucinda Brand Jos van Emden Riejanne Markus Bauke Mollema Amy Pieters  | Germania Lisa Brennauer Lisa Klein Mieke Kröger Tony Martin Nils Politt Jasha Sütterlin                        | Gran Bretagna John Archibald Daniel Bigham Lauren Dolan Anna Henderson Joscelin Lowden Harry Tanfield |
| 2020 | non disputata                                                                                   | non disputata                                                                                                  | non disputata                                                                                         |
| 2021 | Germania Nikias Arndt Lisa Brennauer Lisa Klein Mieke Kröger Tony Martin Max Walscheid          | Paesi Bassi Koen Bouwman Ellen van Dijk Jos van Emden Riejanne Markus Bauke Mollema Annemiek van Vleuten       | Italia Edoardo Affini Marta Cavalli Elena Cecchini Filippo Ganna Elisa Longo Borghini Matteo Sobrero  |
| 2022 | Svizzera Stefan Bissegger Elise Chabbey Nicole Koller Stefan Küng Marlen Reusser Mauro Schmid   | Italia Edoardo Affini Elena Cecchini Filippo Ganna Vittoria Guazzini Elisa Longo Borghini Matteo Sobrero       | Australia Georgia Baker Luke Durbridge Alexandra Manly Michael Matthews Luke Plapp Sarah Roy          |
| 2023 | Svizzera Stefan Bissegger Elise Chabbey Nicole Koller Stefan Küng Marlen Reusser Mauro Schmid   | Francia Bruno Armirail Rémi Cavagna Bryan Coquard Audrey Cordon-Ragot Cédrine Kerbaol Juliette Labous          | Germania Ricarda Bauernfeind Miguel Heidemann Lisa Klein Franziska Koch Jannik Steimle Max Walscheid  |
| 2024 | Australia Grace Brown Brodie Chapman Ben O'Connor Ruby Roseman-Gannon Jay Vine Michael Matthews | Germania Marco Brenner Miguel Heidemann Franziska Koch Liane Lippert Antonia Niedermaier Maximilian Schachmann | Italia Edoardo Affini Mattia Cattaneo Filippo Ganna Elisa Longo Borghini Soraya Paladin Gaia Realini  |

## Medagliere
| Pos.   | Nazione       | Oro | Argento | Bronzo | Totale |
| ------ | ------------- | --- | ------- | ------ | ------ |
| 1      | Svizzera      | 2   | 0       | 0      | 2      |
| 2      | Germania      | 1   | 2       | 1      | 4      |
| 3      | Paesi Bassi   | 1   | 1       | 0      | 2      |
| 4      | Australia     | 1   | 0       | 1      | 2      |
| 5      | Italia        | 0   | 1       | 2      | 3      |
| 6      | Francia       | 0   | 1       | 0      | 1      |
| 7      | Gran Bretagna | 0   | 0       | 1      | 1      |
| Totale | Totale        | 5   | 5       | 5      | 15     |